# Culex alcocki
Culex alcocki är en tvåvingeart som beskrevs av Bonne-wepster och Cornelis Bonne 1919. Culex alcocki ingår i släktet Culex och familjen stickmyggor.
Artens utbredningsområde är Surinam. Inga underarter finns listade i Catalogue of Life.